# Justin Steinfeld
Justin Steinfeld (* 27. Februar 1886 in Kiel; † 15. Mai 1970 in Baldock, England) war ein deutscher Schriftsteller.

## Leben
Justin Steinfeld verbrachte seine Kindheit in Kiel und seit 1892 in Hamburg. Er wechselte früh von einer kaufmännischen Ausbildung zum Journalismus und zum Theater. Steinfeld war seit 1920 Mitglied der Deutsch-Israelitischen Gemeinde in Hamburg. In den 1920er Jahren war Steinfeld in Hamburg als Zeitschriftenherausgeber, Theaterkritiker und Dramaturg tätig. Seit Mitte der zwanziger Jahre arbeitete er für die Allgemeine Künstler-Zeitung in Hamburg (ab 1927 Die Tribüne) und war für den Wirtschaftsteil verantwortlich. 1932 gehörte er zu den Gründern der Schauspielergruppe „Kollektiv Hamburger Schauspieler“.
Steinfeld stand der KPD nahe und leitete 1932 einen Untersuchungsausschuss über die Vorkommnisse am sogenannten Altonaer Blutsonntag. Nach der nationalsozialistischen „Machtergreifung“ wurde Steinfeld 1933 in „Schutzhaft“ genommen und war kurze Zeit im Konzentrationslager Fuhlsbüttel. 1934 gelang ihm jedoch die Flucht über Trautenau nach Prag.
In Prag wirkte Steinfeld an diversen Organen der deutschen Exilpresse mit und engagierte sich im Bert-Brecht-Klub für eine Volksfront gegen das nationalsozialistische Regime. Nach dem Münchner Abkommen im Jahr 1938 floh er über Polen und Schweden nach Großbritannien. Bei Kriegsbeginn wurde er mit einer Reihe deutscher Exilautoren in Australien interniert, konnte jedoch bald nach Großbritannien zurückkehren, wo er vorwiegend journalistisch tätig war. Er war Mitglied des Deutschen PEN-Clubs im Exil und lebte bis zu seinem Tod in Baldock/North Hertfordshire.
Justin Steinfelds Roman Ein Mann liest Zeitung wurde erst 1984 aus dem Nachlass des Autors veröffentlicht. Das Werk, das die Schicksale deutscher Emigranten im Prag der 1930er Jahre schildert, wurde von Kritikern als bedeutendes Dokument der deutschsprachigen Exilliteratur gewürdigt. Lange galt es als Steinfelds einziger Roman. Allerdings entdeckte der Lektor des Neuen Malik Verlags 2023 das Manuskript eines zweiten Romans wieder, der 2024 unter dem Titel Califa oder Die Liebe zu einer Starkstromtechnikerin erschienen ist. Das Originaltyposkript wurde an das Deutsche Exilarchiv 1933–1945 der Deutschen Nationalbibliothek übergeben.

## Werke
- Ein Mann liest Zeitung, Neuer Malik Verlag, Kiel 1984. ISBN 3-89029-004-3.[4]
  - Neuauflage: Herausgeber und Autor eines Nachwortes: Wilfried Weinke, Schöffling Verlag, Frankfurt/Main 2020, ISBN 978-3-89561-068-4.

- Califa oder Die Liebe zu einer Starkstromtechnikerin, Edition Nautilus, Hamburg 2024. ISBN 978-3-96054-336-7